# 퍼시픽 항공
퍼시픽 항공(영어: Pacific Airlines)은 베트남의 저비용 항공사로 떤선녓 국제공항을 허브 공항으로 두고있다.

## 역사

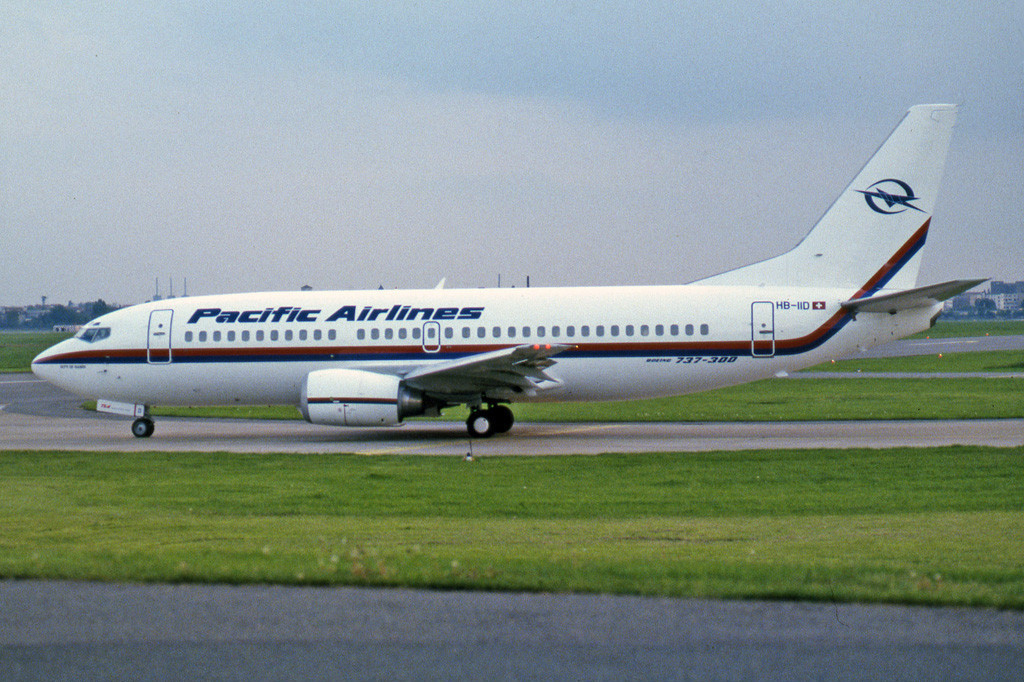
과거의 퍼시픽 항공의 보잉 737-300

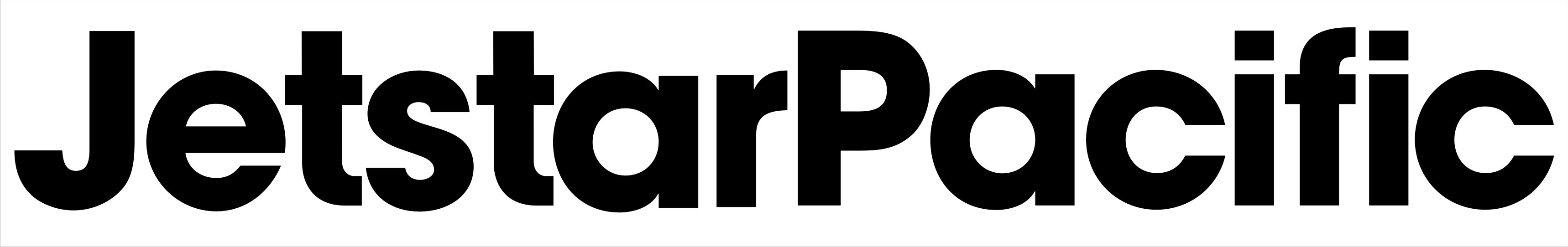
제트스타 퍼시픽이었을 때 로고

1991년 퍼시픽 항공 (Pacific Airlines)으로 설립되었다. 지난 2008년, 콴타스 항공이 주식을 인수하여 제트스타 항공과 제휴하였으며 사명을 제트스타 퍼시픽 항공으로 변경하였다. 당시, 베트남 정부의 외자 규제 정책으로 인해 회사명, 로고, 기체 도장 변경을 요구하였으며 2014년까지 보유 대수를 15대로 늘릴 계획이었다. 2020년, 베트남 항공이 콴타스 항공의 지분을 인수하여 사명을 창립당시의 사명인 퍼시픽 항공으로 변경하였으며 2025년까지 항공기 보유 수를 40대로 확대할 계획이다.

## 운항 노선
|  | 허브             |
|  | 포커스 시티      |
|  | 계절편 및 전세편 |
|  | 취항 예정 노선   |
|  | 단항 노선        |

## 보유 기종
- 2020년 8월 기준으로 퍼시픽 항공은 다음의 항공기를 보유 중이다.[9][10]

## 사진

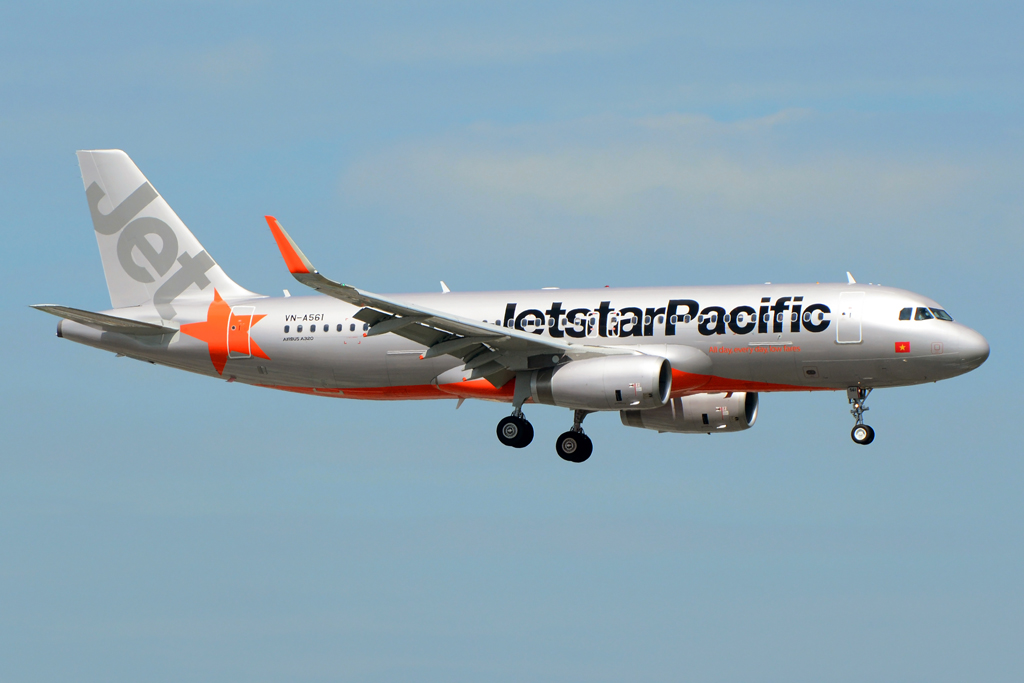
과거 제트스타 퍼시픽의 에어버스 A320-200